# Romeo y Julieta (película de 1936)
Romeo y Julieta es una película de drama y romance de 1936, basada en la obra homónima de William Shakespeare.
Además de la música compuesta por Herbert Stothart para la película, también se utilizó la de la Obertura-Fantasía Romeo y Julieta de Tchaikovski.
Fue la última película producida por Irving Thalberg, quien moriría poco después de concluir el rodaje, el 14 de septiembre de 1936 de neumonía en Santa Mónica (California).

## Argumento
En la Verona medieval, Romeo Montesco y Julieta Capuleto se enamoran. No obstante, es un amor prohibido pues ambas familias están enfrentadas.
Al final de la obra Romeo Montesco y Julieta Capuleto se "suicidan por el destino".

## Otros créditos
- Dirección artística: Cedric Gibbons.
- Montaje: Margaret Booth.
- Sonido: Douglas Shearer.
- Diseño de vestuario: Adrián.

## Premios y nominaciones
9.ª edición de los Premios Óscar
| Categoría                | Persona(s)                                     | Resultado |
| ------------------------ | ---------------------------------------------- | --------- |
| Producción sobresaliente | Irving Thalberg                                | Nominado  |
| Mejor actriz principal   | Norma Shearer                                  | Nominada  |
| Mejor actor de reparto   | Basil Rathbone                                 | Nominado  |
| Mejor dirección de arte  | Cedric Gibbons, Fredric Hope y Edwin B. Willis | Nominados |

National Board of Review
| Año  | Reconocimiento                | Resultado |
| ---- | ----------------------------- | --------- |
| 1936 | Diez películas más destacadas | Incluida  |